# Dale Solomon
Dale Solomon , (nacido el 26 de agosto de 1958 en Annapolis, Maryland) es un exjugador de baloncesto estadounidense. Con 2.04 de estatura, su puesto natural en la cancha era el de alero.

## Trayectoria
- Universidad de Virginia (1978-1982)
- Pallacanestro Treviso (1982-1986)
- Pallacanestro Reggiana (1986-1988)
- Español (1988-1989)
- Fabriano Basket (1989-1991)
- Pallacanestro Reggiana (1991-1992)
- Aurora Desio (1994)
- Pallacanestro Trapani (1994-1995)